# Proleptické datování
Proleptické datování (z  řeckého prolepsis, očekávání) znamená používání datování, přiřazování data, dne v kalendáři (zpravidla tedy měsíce a pořadí dne v měsíci) i pro dobu, kdy tento kalendář ještě nebyl zaveden. 

## Proleptický juliánský kalendář
Juliánský kalendář byl například zaveden v roce 45 př. n. l. (a jeho pravidelnost se podařilo nastavit až po korekcích, které skončily až v roce 8), takže údaj 1. července 776 př. n. l. vychází z formálního předpokladu, že juliánský kalendář platil již řadu století před jeho zavedením Caesarem. 
Podle dnes platného gregoriánského kalendáře (gregoriánské éry "GE"), zavedeného v roce 1582, datu 1. července podle juliánského kalendáře ("JE") odpovídá v roce 776 př. n. l. datum 8. července podle gregoriánského kalendáře. Důvod je v tom, že délka roku gregoriánského je o 3/400 dne kratší než délka roku juliánského. Od roku 776 do roku 45 př. n. l. se oba kalendáře jakoby „rozešly“ o 7 dní. 
Z hlediska vztahu k ročnímu slunečnímu cyklu je vhodnější proleptické datování gregoriánské, protože odpovídá naší současné zkušenosti – k danému datu gregoriánskému lze přiřadit stejnou délku dne v daném místě jako ke stejnému datu v letošním roce. Na druhé straně v historických údajích jsou obvykle, ač to není explicitně uvedeno, používána proleptická data juliánská. Proto při proleptickém datování gregoriánském je vhodné na to upozornit, např. připsáním "GE" (gregoriánské éry) a není na škodu obdobně i u juliánského vyznačit "JE".